# Дебос, Ариана
Ариа́на Дебо́с (англ. Ariana DeBose; род. 25 января 1991, Роли, Северная Каролина, США) — американская актриса, певица и танцовщица. Известна в первую очередь благодаря роли в фильме Стивена Спилберга «Вестсайдская история» (2021), которая принесла ей «Оскар» и ряд других кинонаград.

## Биография
Ариана Дебос родилась в 1991 году в семье учителя старших классов в городе Роли (Северная Каролина). Она получила образование танцовщицы, с 2009 года выступала в танцевальном телешоу, в 2012 году дебютировала на Бродвее. В 2015 году Дебос сыграла в кинопостановке мюзикла Лин-Мануэля Миранды «Гамильтон». В 2018 году была номинирована на премию «Тони» в категории «Лучшая актриса второго плана в мюзикле» за роль Донны Саммер в одноимённом мюзикле. В 2020 году снялась в фильме «Выпускной».
Дебос получила известность благодаря роли Аниты в фильме Стивена Спилберга «Вестсайдская история» (2021). За эту роль она была награждена премиями «Оскар», «Золотой глобус», BAFTA и премией Гильдии киноактёров США в номинации «Лучшая женская роль второго плана».
В 2023 году Дебос озвучила главную героиню Ашу в диснеевском мультфильме «Заветное желание». В 2024 году она получила одну из главных ролей в фильме «Международная космическая станция».

## Фильмография
| Год       |    | Русское название                    | Оригинальное название          | Роль                  |
| --------- | -- | ----------------------------------- | ------------------------------ | --------------------- |
| 2011      | ф  | Компания                            | Company                        | участница ансамбля    |
| 2016      | с  | Голубая кровь                       | Blue Bloods                    | София Ортис           |
| 2018      | ф  | Побережье                           | Seaside                        | Дафна                 |
| 2020      | ф  | Гамильтон                           | Hamilton                       | «Пуля»                |
| 2020      | ф  | Выпускной                           | Prom                           | Алисия Гринэ          |
| 2021—2023 | с  | Шмигадун!                           | Schmigadoon!                   | Эмма Тейт / Ведущая   |
| 2021      | ф  | Вестсайдская история                | West Side Story                | Анита                 |
| 2022      | с  | Мир Дикого Запада                   | Westworld                      | Майя                  |
| 2022      | мс | Отдел кадров                        | Human Resources                | Даниэлла              |
| 2022      | мс | Гуппи и пузырики                    | Bubble Guppies                 | Лулу                  |
| 2023      | ф  | Международная космическая станция   | I.S.S.                         | Кира Фостер           |
| 2023      | мф | Заветное желание                    | Wish                           | Аша                   |
| 2023      | мф | Однажды в студии                    | Once Upon a Studio             | Аша                   |
| 2024      | ф  | Аргайл: Супершпион                  | Argylle                        | Кира                  |
| 2024      | ф  | Дом трофеев                         | House of Spoils                | Шеф                   |
| 2024      | ф  | Крейвен-охотник                     | Kraven the Hunter              | Калипсо Эзили         |
| 2024      | мс | Гора Фрэгглов: Возвращение в пещеру | Fraggle Rock: Back to the Rock | Меццо                 |
| 2025      | ф  | Любовь — боль                       | Love Hurts                     | Роуз                  |
| 2025      | ф  | Эвакуаторщик                        | Tow                            | Девушка               |
| 2025      | ф  | Король Лир                          | Lear Rex                       | Корделия              |
| 2026      | с  | Скарпетта                           | Scarpetta                      | Люси Фаринелли-Уотсон |